# 大眼魣鱈
大眼魣鱈，為輻鰭魚綱鱈形目江鱈科的其中一種，分布於東大西洋區，從愛爾蘭至地中海西部海域，棲息深度30-754公尺，體長可達108公分，為底棲性魚類，屬肉食性。

## 擴展閱讀
維基物種上的相關：大眼魣鱈